# Clóvis (ur. 1940)
Clóvis, właśc. Clóvis Guimarães de Queiroz (ur. 26 grudnia 1940 w São Vicente) – piłkarz brazylijski występujący na pozycji obrońcy.

## Kariera klubowa
Karierę piłkarską rozpoczął w 1960 roku w klubie AA Portuguesa. W latach 1962–1967 i 1968–1969 (z krótką przerwą na grę w CA Juventus) występował w SC Corinthians Paulista. W barwach Corinthians wystąpił w 212 spotkaniach.
W latach 1969–1970 był zawodnikiem CR Vasco da Gama. Z Vasco da Gama w 1970 roku zdobył mistrzostwo stanu Rio de Janeiro – Campeonato Carioca. Karierę zakończył w meksykańskim Club Jalisco.

## Kariera reprezentacyjna
W reprezentacji Brazylii jedyny raz wystąpił 16 listopada 1965 w przegranym 0:2 towarzyskim meczu z Arsenalem Londyn. Nigdy nie wystąpił w reprezentacji w oficjalnym meczu międzypaństwowym.